# دييغو مايا
دييغو مايا (3 فبراير 1990 بريو دي جانيرو في البرازيل - ) هو لاعب كرة قدم برازيلي في مركز الدفاع. لعب مع نادي سيريس–نيغروس وTupi Football Club ‏ ونادي ريمو وAlecrim Futebol Clube ‏.

## وصلات خارجية
- دييغو مايا على موقع قاعدة بيانات كرة القدم.إي يو (الإنجليزية)
- دييغو مايا على موقع Soccerway.com (الإنجليزية)